# Чемпионат мира по горнолыжному спорту 1999
35-й чемпионат мира по горнолыжному спорту прошёл с 2 по 14 февраля 1999 года в Вейле и Бивер-Крик, округ Игл, штат Колорадо, США. Все женские старты прошли в Вейле. Мужчины соревновались в скоростном спуске, супергиганте и комбинации в Бивер-Крике, а в слаломе и гигантском слаломе — в Вейле.
Норвежец Лассе Кьюс стал первым в истории горнолыжником, выигравшим медали во всех пяти дисциплинах на одном чемпионате мира (ранее были случаи, когда горнолыжники выигрывали все 4 проводившиеся дисциплины до появления супергиганта). При этом Кьюс выиграл два золота и три серебра.

## Общий медальный зачёт
| Место | Страна      | Золото | Серебро | Бронза | Всего |
| ----- | ----------- | ------ | ------- | ------ | ----- |
| 1     | Австрия     | 5      | 3       | 5      | 13    |
| 2     | Норвегия    | 3      | 4       | 2      | 9     |
| 3     | Швеция      | 1      | 1       | 0      | 2     |
| 4     | Австралия   | 1      | 0       | 0      | 1     |
| 4     | Финляндия   | 1      | 0       | 0      | 1     |
| 5     | Лихтенштейн | 0      | 1       | 0      | 1     |
| 6     | Швейцария   | 0      | 0       | 2      | 2     |
| 7     | Франция     | 0      | 0       | 1      | 1     |

## Медалисты

### Мужчины
| Дисциплина        | Золото             | Серебро      | Бронза             |
| ----------------- | ------------------ | ------------ | ------------------ |
| Скоростной спуск  | Херман Майер       | Лассе Кьюс   | Четиль Андре Омодт |
| Супергигант       | Лассе Кьюс         | —            | Ханс Кнаусс        |
| Супергигант       | Херман Майер       | —            | Ханс Кнаусс        |
| Гигантский слалом | Лассе Кьюс         | Марко Бюхель | Стив Лошер         |
| Слалом            | Калле Паландер     | Лассе Кьюс   | Кристиан Майер     |
| Комбинация        | Четиль Андре Омодт | Лассе Кьюс   | Пауль Аккола       |

### Женщины
| Дисциплина        | Золото                        | Серебро                     | Бронза                      |
| ----------------- | ----------------------------- | --------------------------- | --------------------------- |
| Скоростной спуск  | Рената Гётшль Австрия         | Михаэла Дорфмайстер Австрия | Штефани Шустер Австрия      |
| Супергигант       | Александра Майснитцер Австрия | Рената Гётшль Австрия       | Михаэла Дорфмайстер Австрия |
| Гигантский слалом | Александра Майснитцер Австрия | Андрине Флеммен Норвегия    | Анита Вахтер Австрия        |
| Слалом            | Зали Стегалл                  | Пернилла Виберг             | Трине Бакке                 |
| Комбинация        | Пернилла Виберг               | Рената Гётшль               | Флоранс Манада              |